# Chérubin Okende Senga
 (janvier 2022).
Si vous disposez d'ouvrages ou d'articles de référence ou si vous connaissez des sites web de qualité traitant du thème abordé ici, merci de compléter l'article en donnant les références utiles à sa vérifiabilité et en les liant à la section « Notes et références ».
Chérubin Okende Senga, né le 5 octobre 1961 et mort assassiné le 13 juillet 2023, est un homme politique de la république démocratique du Congo. Il est ministre du Transport d'avril 2021 à décembre 2022 et député national élu de la circonscription de Lukanga à Kinshasa. Il a été administrateur technique des Lignes aériennes congolaises (LAC),.

## Biographie
Né le 5 octobre 1961, Chérubin Okende Senga est originaire du Sankuru en république démocratique du Congo. Il est marié à Michèle Samba Malata. Chérubin Okende est polyglotte, il parle parfaitement swahili, lingala, kikongo, français ainsi que l’anglais.

### Formation
Après son parcours scolaire, Chérubin Okende suit des études universitaires à l’Institut supérieur de statistique (ISS) à Lubumbashi dont il sort en 1989, diplômé supérieur en statistique et mathématique de gestion. En 2013, Chérubin Okende obtient un diplôme d’études supérieurs en droit public à l’université de Kinshasa (UNIKIN), puis dans la même université en 2016, il obtient un doctorat en droit public.

### Carrière
De 1989 à 1999, il travaille d’abord comme chef de service au département contrôle de la production locale à l’Office congolais de contrôle (OZAC/OCC).
De 1992 à 2005, il devient secrétaire général du syndicat autonome des travailleurs de l’Office congolais de contrôle (SATOZAC/OCC).
De 2003 à 2005, il est président national de la Confédération générale de syndicat autonome (CGSA) ; puis devient ensuite en 2005 administrateur directeur technique au Fond de Promotion de l’Industrie (FPI) jusqu’en 2008 où il est administrateur directeur technique et commercial aux Lignes aériennes congolaises (LAC) puis administrateur directeur général ad intérim dans la même entreprise de 2010 à 2012.
De 2012 à 2014, Chérubin Okende est auditeur interne à l’Office congolais de contrôle (OCC).
En 2019, il quitte son poste de directeur, chef de département adjoint chargé du contrôle des hydrocarbures à l’Office congolais de contrôle (OCC), poste qu’il occupe de 2016 à 2019.
Comme expérience politique, de 1999 à 2006 ; il est vice-président national de la Société civile du Congo (SOCICO) et dans la même période, délégué de la Société civile au Dialogue inter-congolais à Sun City et Pretoria (2001 à 2003).
Il est député national de 2003 à 2005, puis en 2006, il préside au niveau national le Front social des indépendants républicains (FSIR).
La même année jusqu’en 2015, il devient communicateur et coordonnateur de la cellule de communicateurs de l'Alliance pour la majorité présidentielle (AMP). Depuis 2018, il est à la fois vice-président national de l’Alliance des mouvements du Kongo (AMK) et Secrétaire général adjoint de « Ensemble pour le changement ».
De 2019 à 2020, il est porte-parole du coordonnateur de la coalition politique « Lamuka ».
En 2018, il est élu député national de la circonscription de Lukunga dans la ville province de Kinshasa.
En avril 2021, Chérubin Okende Senga est nommé ministre du Transport, des Voies de Communication et du Désenclavement.
En décembre 2022, Moïse Katumbi annonce sa candidature à l'élection présidentielle prévue pour 2023. Katumbi annonce aussi le départ de son parti, Ensemble pour la République, de l'Union sacrée, la coalition gouvernementale qui soutient le président Tshisekedi. Proche de Katumbi et membre de la coalition de ce dernier, Okende Senga quitte le gouvernement Lukonde.

### Mort
Il est retrouvé mort par balles le 13 juillet 2023,. Moïse Katumbi, président du parti Ensemble pour la République dont Okende était porte-parole, demande qu'une enquête internationale, avec en particulier l'aide des États-Unis, de l'Union européenne et du Royaume-Uni, soit ouverte. De son côté, la famille de Chérubin Okende dépose une plainte pour « arrestation arbitraire et assassinat » alors qu'une enquête est déjà ouverte au parquet de grande instance de Kinshasa-Gombe.
En septembre 2023, Radio France internationale révèle un rapport de l'Agence nationale de renseignements (ANR) selon lequel Chérubin Okende a été kidnappé puis exécuté par des soldats de l'état-major des renseignements militaires. Le gouvernement considère que ce rapport est un faux et dénonce son utilisation par les médias.
En février 2024, le procureur général de la Cour de cassation de Kinshasa annonce que Cherubin Okende s'est suicidé,. En mars, le cardinal Fridolin Ambongo dénonce lui aussi, lors d'une messe dans la cathédrale de Kinshasa, la thèse du suicide. Les funerailles d'Okende Senga ont lieu en mars. En avril 2024, la famille de Chérubin Okende dépose une plainte « contre inconnus » car elle conteste la thèse du suicide avancée par le parquet.